# Орден «За видатні заслуги» (Велика Британія)

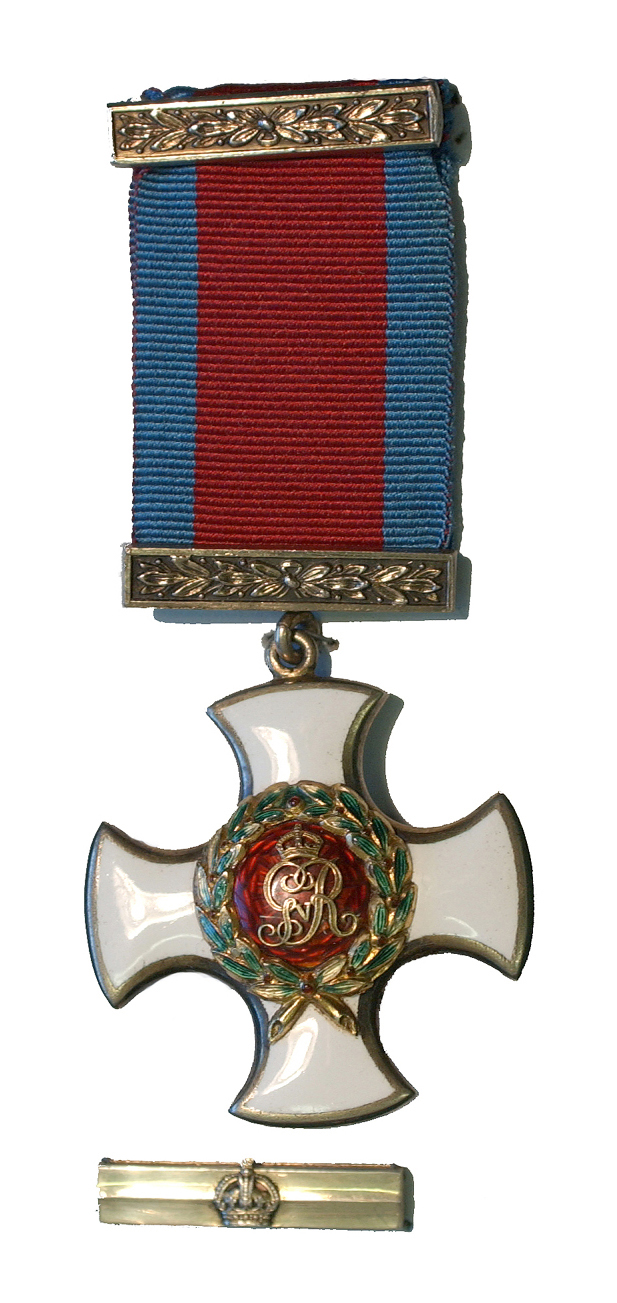
Нагрудний знак"За видатні заслуги"

Орден «За видатні заслуги» (англ. Distinguished Service Order, DSO) — військова нагорода Великої Британії, а раніше і інших країн Співдружності, нагорода за добродійність або видатну службу офіцерів збройних сил під час війни, зазвичай в битві.

## Історія
Він був заснований 6 вересня 1886 королевою Вікторією, а Royal Warrant опубліковано 9 листопада. Зазвичай дається офіцерам зі званням майор (або його еквівалента) або вище, але іноді й особливо відзначилися молодшим офіцерам.
Хоча зазвичай він давався за службу в бойових умовах, але між 1914 та 1916 їм нагороджували за обставин, які не можна вважати бойовими (часто штабних офіцерів, що викликало роздратування фронтовиків). Після 1 січня 1917, польових командирів проінструктували представляти до цієї нагороди лише тих хто брав участь у бою. Орденом було нагороджено 8981 чоловік у Другої світової війни, про кожне нагородження писала London Gazette. До 1943 орден давався тільки згаданим в донесеннях.
З 1993 року ця нагорода була обмежена тільки видатною службою, після введення Conspicuous Gallantry Cross як другої за величиною нагороди за хоробрість.

## Привілеї
Отримавши нагороду мають право ставити після імені букви «DSO». Наступна планка додається до стрічки власника ордена при отриманні другої нагороди.

## Знаки ордена
Знак нагороди — золотий хрест білої емалі. У центрі — золотий лавровий вінок зеленої емалі, у ньому золота корона Імперії на тлі червоної емалі. На звороті золотий королівський вензель на червоному тлі, в зеленому лавровому вінку. Знак через кільце кріпиться до золотої прямокутної планки, прикрашеної лавровими гілками. Планка кріпиться до орденської стрічки. Зверху до стрічки кріпиться друга золота планка, прикрашена лавровими гілками. Стрічка шириною 28 мм, червона з вузькими синіми смугами по краям. Знаки видаються без імен, але деякі одержувачі гравірують свої імена на звороті планки.
Так як в британській нагородній системі не передбачено носіння декількох знаків однієї і тієї ж нагороди, при повторному нагородження видається прямокутна планка для закріплення на стрічці нагороди. Планка повторного нагородження ордена «За видатні заслуги» золота з короною Імперії в центрі. На зворотному боці планки вигравіруваний рік нагородження.